# Ribeirão das Neves

Localizarea Ribeirão das Neves în Minas Gerais

Ribeirão das Neves este un oraș în Minas Gerais (MG), Brazilia.
1. ↑   https://cidades.ibge.gov.br/brasil/mg/ribeirao-das-neves/panorama Lipsește sau este vid: |title= (ajutor)